# 흰 벽 검은 벽
흰 벽 검은 벽(흰벽 검은벽)은 한국에서 제작된 심우섭 감독의 1966년 영화이다. 김석훈 등이 주연으로 출연하였고 박의순 등이 제작에 참여하였다.

## 출연

### 주연
- 김석훈
- 문정숙
- 주증녀

## 제작진
- 미술: 김성배